# Racomitrium valdon-smithii
Racomitrium valdon-smithii är en bladmossart som beskrevs av Ryszard Ochyra och Bednarek-ochyra 1999. Racomitrium valdon-smithii ingår i släktet raggmossor, och familjen Grimmiaceae. Inga underarter finns listade i Catalogue of Life.